# Aspidiophorus schlitzensis
Aspidiophorus schlitzensis is een buikharige uit de familie Chaetonotidae. Het dier komt uit het geslacht Aspidiophorus. Aspidiophorus schlitzensis werd in 1990 voor het eerst wetenschappelijk beschreven door Schwank. 